# Oscar Martín
Oscar Raimundo Martín (Buenos Aires, 23 de junho de 1934 — Buenos Aires, 12 de fevereiro de
2018) foi um futebolista argentino que atuava como lateral-direito. Oscar Martín é um dos maiores ídolos da história do Racing Club de Avellaneda, ele foi o capitão da primeira equipe argentina a ser campeã do mundo, o Racing treinado por Juan José Pizutti venceu a Copa Libertadores da América e a Copa Intercontinental em 1967. Assim, Martín ficou conhecido como El Gran Capitán del Equipo de José.

## Carreira

### Argentinos Juniors
Oscar Martín iniciou sua carreira no futebol no Argentinos Juniors, sua estréia como jogador ocorreu em 1952. Cacho ou Negro, como era conhecido naqueles tempos, era um típico '8' que jogava pela direita, inicialmente atuava como volante pela direita ou meia-direita, mas sua entrega em campo e grande capacidade de marcação defensiva foram melhores exploradas na lateral-direita. Em sua estréia, com apenas 17 anos marcou dois gols e o Bicho Colorado venceu o Tigre por 2–1.
Em 1955, Martín fez parte do plantel histórico em La Paternal, que conquistou reconduziu o Argentinos Juniors a Primeira Divisão após 18 anos com a conquista da Primera División B (a Segunda Divisão do Futebol Argentino na época).

### Chacarita Juniors
Oscar Martín ganhou renome no Chacarita Juniors, onde chegou em 1959, e conquistou mais um acesso a Primeira Divisão neste mesmo ano. El Funebrero conquistou a Primera División B, após ter caído em 1956 para a Segunda Divisão. Martín fez parte do time-base do Chacarita Juniros e teve grande destaque defensivo. Após temporadas regulares no meio da tabela o Chaca conseguiu um ótimo quinto lugar no Campeonato Argentino de Futebol de 1962.
Em 1963 a AFA decidiu levar para ao Campeonato Sul-Americano de Futebol de 1963 na Bolívia uma seleção 'C', formada de jogadores de pouca expressão, o que mostrou-se uma oportunidade para Oscar Martín que foi titular da Argentina no torneio, que terminou com a albiceleste em terceiro lugar e Martín negociado com o Racing de Avellaneda.

### Racing Club
Oscar Martín chegou ao Racing em 1963, como parte de uma reestruturação da equipe. Estréiou em 28 de Abril de 1963 contra o Vélez Sársfield, em uma derrota como visitante por 1-2. Suas primeiras temporadas não lograram sucesso no clube. Em 1965, o Racing Club vivia à sombra do sucesso de seu grande rival, o Independiente, bicampeão da Copa Libertadores (1964 e 1965), além de passar por uma situação financeira delicada. A esta altura, Martín com 30 anos não apresentava uma carreira de relevo no futebol argentino. El Cacho sofria com o clube albiceleste, que em Setembro de 1965 ocupava a lanterna do Campeonato Argentino de Futebol de 1965 com 13 pontos somados em 18 rodadas. Segundo Martín, aquele momento do Racing foi uma desorganização total. Tudo mudou rapidamente com a chegada do ex-jogador do Racing, Juan José Pizzuti, em 16 de Setembro de 1965.
Figura importante de La Academia nos títulos nacionais de 1958 e 1961, Pizzuti retornava como treinador encarregado de recuperar o Racing no Campeonato Argentino de 1965, a equipe encontrava nos últimos lugares, mas tudo mudou rapidamente e o time transformou-se em equipe vencedora e referenciada como El Equipo de José, um time que deixou a desorganização total de lado para ser lembrado pelo belissímo futebol e intensidade ofensiva. Em sua primeira partida a frente do comando técnico de La Academia, a equipe logo venceu, o então líder, o River Plate por 3-1 em 19 de Setembro de 1965 em Avellaneda (Buenos Aires). Foi o início de uma remontada no campeonato, que levaria o Racing do último posto da tabela até uma honrosa quinta posição ao final do Campeonato Argentino de Futebol de 1965, graças a uma arrancada resultante de 14 últimos jogos invictos (7 vitórias e 7 empates).
Na equipe de José, Oscar Martín não tinha o mesmo brilho de seus companheiros de zaga. No entanto, o veterano lateral-direito era a principal referência moral do time dentro de campo, sendo o ponto de equilíbrio de uma defesa fantástica, porém muito jovem. Uma defesa que ficou na história do Racing e do futebol argentino, formada por: Agustín Cejas, Oscar Martín, Roberto Perfumo, Alfio Basile e Rubén Díaz. O lateral-direito era o líder espiritual da equipe, respeitado por todos, encarregado em campo de arengar, apoiar, ouvir e orientar seus companheiros, um capitão indiscutível para o Racing. Mesmo com o retorno de uma antigo ídolo, Humberto Maschio, para temporada de 1966, sua capitania não foi questionada.

#### Campeonato Argentino de 1966
A Primera División 1966 começou com um triunfo frente ao Atlanta, a décima quinta partida consecutiva invicta da Equipo de José, uma série de invencibilidade que chegaria a 39 jogos invictos naquele histórico campeonato de 1966 (desde 24 de Setembro de 1965 a 4 de Setembro de 1966). Oscar Martín e Juan José Rodríguez foram os únicos a jogar as 39 partidas invictas.  El Equipo de José foi considerado um dos primeiros a praticar um Futebol Total, com jogadores sem posição fixa e um grande volume ofensivo. Tito Pizzuti montou uma versão dinâmica do 4-3-3, o Racing defendia com um 8-2 (oito atrás) e ao atacar fazia com um 1-9 com laterais fortes, eficientes na defesa e no apoio ao ataque (com Perfumo em segundo plano e todo o resto a frente).  Uma equipe bem estruturada defensivamente e onde todos atacavam, qualquer jogador poderia marcar um gol. El Grand Capitán foi o único a não marcar gol naquele campeonato, assim como não o fez por toda sua passagem em La Academia.  
A solidez defensiva do Racing organizada por Pizzuti e liderada por Martín em campo contribuiu para o goleiro Agustín Cejas manter-se 586 minutos sem sofrer gols no  Campeonato Argentino de 1966. Oscar Martín foi um símbolo do Racing de Tito Pizzuti, em um futebol solidário de poucas estrelas, mas que mirava sempre o gol adversário, o lateral-direito era o motor do time, era sólido na marcação e recuperação e forte na projeção ao ataque.  O desempenho de Martín em 1966 o levou a ser considerado a convocação para a Copa do Mundo de 1966, mas em última hora o técnico Juan Carlos Lorenzo decidiu chamar Carmelo Simeone, tirando a oportunidade de Oscar Martín.
Em 20 de Novembro de 1966, El Equipo de José tornava-se campeão argentino com duas rodadas de antecedência, premiando um futebol revolucionário, de esquema tático dinâmico, que produziu números impressionantes. O recorde de invencibilidade (39 jogos) do Campeonato Argentino foi quebrado apenas em 1999, quando o Boca Juniors de Carlos Bianchi atingiu 40 jogos invictos.   O Racing terminou aquele histórico campeonato com o melhor ataque (70 gols marcados) e melhor defesa (24 gols sofridos). Em 38 jogos, o time albiceleste venceu 24 vezes, além de 13 empates e apenas uma derrota, uma campanha formidável.  

#### Copa Libertadores de América de 1967
Oscar Martín ergueu a Copa Libertadores de América no Estádio Nacional do Chile, em Santiago (29 de Agosto de 1967) após o Racing Club venceu ao Club Nacional de Montevidéu por 2-1 no jogo desempate em campo neutro (terceira partida da final). O Racing percorreu uma maratona de jogos para conquistar a América. El Equipo de José foi o campeão com a maior quantidade de jogos disputados da história do torneio sulamericano com 20 partidas disputadas: 14 vitórias, 4 empates e 2 derrotas. Mais uma vez La Academia  se notabilizou por um forte ataque e solidez defensiva, foram 44 gols marcados e 14 sofridos.

#### Copa Intercontinental 1967
El Gran Capitán foi titular e capitão do clube albiceleste nos três confrontos contra o Celtic da Escócia: no primeiro confronto os escoceses venceram por 1-0 com gol do capitão Billy McNeill, em Hampden Park, Glasgow (18 de Outubro de 1967); a segunda partida foi vencida pelos argentinos no Estádio El Cilindro em Avellaneda no dia 1 de Novembro de 1967. Com gols de Noberto Raffo e Juan Carlos Cárdenas no segundo tempo, La Academia virou o jogo e venceu por 2-1 e forçou um terceiro confronto em campo neutro.
Em 4 de Novembro de 1967, Oscar Martín foi o primeiro jogador do futebol argentino a levantar uma taça no âmbito de um campeonato mundial. O Racing Club venceu o Celtic por 1-0 no Estádio Centenário, em Montevidéu (Uruguai) com gol de Juan Carlos "Chango" Cárdenas. Um título inédito para o futebol argentino (incluindo clubes e seleção), que consagrou Martín definitivamente como El Gran Capitán da história do clube de Avellaneda.   O confronto ficou conhecido como La Batalha de Montevideo e ficou marcado por muito confusão e violência. Os espectadores assistiram a mais do que uma partida de futebol, houve chutes e golpes de punhos, bem como intervenções de policiais com capacetes e cassetetes.   A conquista ainda teve um simbolismo especial, pois ocorreu no mesmo estádio em que a Seleção Argentina perdeu a chance de vencer a primeira Copa do Mundo em 1930.
A equipe comandada por Juan José Pizzuti alcançou a glória de um campeonato mundial. El Equipo de José apresentou um futebol revolucionário em seu tempo, marcado por um dinamismo ofensivo com variantes táticas e ausência de posições fixas em campo. De certa forma, foi o antecessor do famoso Ajax dos anos 70 e da Holanda de 1974. 

##### 50 anos do título mundial
Em 4 de Novembro de 2017, o Racing organizou festejos para celebração dos 50 anos da conquista do título mundial durante as prévias da partida contra o Talleres no Estádio El Cilindro. Oscar Martín e alguns de seus companheiros de glória mundial foram homenajeados e deram novamente a volta olímpica com réplica da Copa Intercontinental. El Grand Capitán ergueu novamente a taça da Copa Intercontinental 50 anos após levantá-la pela primeira vez em Montevideo no Uruguai. Estiveram presentes: Juan José Pizzuti, Juan Carlos Cárdenas, Nelson Chabay, Alfio Basile, Antonio Spilinga, Humberto Maschio, Juan Carlos Rulli, Fernando Parenti e Rubén Díaz.   

## Títulos

### Argentinos Juniors
- Primera División B: 1955

### Chacarita Juniors
- Primera Disivión B: 1959

### Racing Club
- Primera División: 1966
- Copa Libertadores da América: 1967
- Copa Intercontinental: 1967